# Pentas
Pentas é um género botânico pertencente à família Rubiaceae.

## Espécies
O gênero Pentas possui 16 espécies reconhecidas atualmente.
- Pentas angustifolia (A.Rich.) Verdc.
- Pentas arvensis Hiern
- Pentas caffensis Chiov.
- Pentas cleistostoma K.Schum.
- Pentas glabrescens Baker
- Pentas herbacea (Hiern) K.Schum.
- Pentas lanceolata (Forssk.) Deflers
- Pentas micrantha Baker
- Pentas nervosa Hepper
- Pentas pauciflora Baker
- Pentas pubiflora S.Moore
- Pentas purpurea Oliv.
- Pentas purseglovei Verdc.
- Pentas suswaensis Verdc.
- Pentas tibestica Quézel
- Pentas zanzibarica (Klotzsch) Vatke